# Eugene Meyer
Eugene Isaac Meyer (Los Angeles, 31 de outubro de 1875 – 17 de julho de 1959) foi um financeiro americano que exerceu as funções de Presidente do Banco Mundial de junho de 1946 a dezembro do mesmo ano. Presidiu a Reserva Federal dos Estados Unidos. Foi pai da editora Katharine Graham. Também publicou para o The Washington Post de 1933 a 1946.Sua forma de administrar, introduziu questões que definiriam a instituição pelas próximas décadas. Foi sob sua gestão, que deu-se o início, através da expertise dos funcionários seniores, à política de empréstimos. Sua excelente reputação em Wall Street associada à sua visão conservadora, foram responsáveis pela construção de confiança no Banco, em Wall Street.

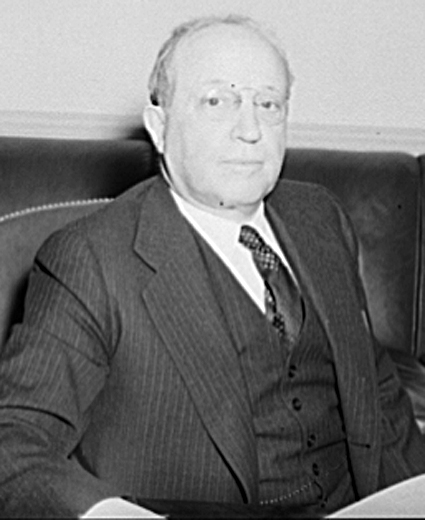
Foto tirada a Eugene Meyer entre 1940 e 1946.